# Открытый чемпионат Рио-де-Жанейро по теннису 2014
Открытый чемпионат Рио-де-Жанейро по теннису 2014 — ежегодный профессиональный теннисный турнир в серии ATP 500 для мужчин и международной серии для женщин.
Соревнования проводились на открытый грунтовых кортах в Рио-де-Жанейро, Бразилия. Мужчины выявили лучших в 3-й раз в истории, а женский турнир стал дебютным.
Турнир прошёл с 17 по 23 февраля 2014 года.

## Соревнования

### Одиночные турниры

#### Мужчины
Рафаэль Надаль обыграл  Александра Долгополова со счётом 6-3, 7-6(3).
- Надаль выигрывает 2-й титул в сезоне и 62-й за карьеру в основном туре ассоциации.
- Долгополов уступает свой 1-й финал в сезоне и 4-й за карьеру в основном туре ассоциации.

#### Женщины
Куруми Нара обыграла  Клару Закопалову со счётом 6-1, 4-6, 6-1.
- Нара выигрывает дебютный титул в туре ассоциации.
- Закопалова уступает 2-й финал в сезоне и 12-й за карьеру в туре ассоциации.

### Парные турниры

#### Мужчины
Хуан Себастьян Кабаль /  Роберт Фара обыграли  Давида Марреро /  Марсело Мело со счётом 6-4, 6-2.
- Кабаль с 6-й попытки побеждает в финале соревнования основного тура ассоциации, а Фара — с 5-й.

#### Женщины
Ирина-Камелия Бегу /  Мария Иригойен обыграли  Юханну Ларссон /  Шанель Схеперс со счётом 6-2, 6-0.
- Бегу выигрывает 1-й титул в сезоне и 3-й за карьеру в туре ассоциации.
- Иригойен выигрывает дебютный титул в туре ассоциации.